# Calyptronema axonolaimoides
Calyptronema axonolaimoides is een rondwormensoort uit de familie van de Enchelidiidae. De wetenschappelijke naam van de soort is voor het eerst geldig gepubliceerd in 1959 door Allgén.